# Montes Eilat
Montes Eilat (en hebreo: הרי אילת) es el nombre que recibe una cadena montañosa en el sur de Israel, y en el sur del Negev.
Las montañas llevan el nombre de la cercana ciudad de Eilat y el nombre bíblico de la ciudad de Eilot (Eiloth), que estaba situada donde hoy está la ciudad de Eilat moderna.
Las sierras de Timna pertenecen a las montañas de Eilat.
Entre el bloque central de las montañas, el monte Ezequías es el más alto, seguido por el monte Salomón, aunque para el observador casual, parece como si el Monte Salomón fuese más alto que el monte Ezequías.